# The Clairvoyant (Iron Maiden)
The Clairvoyant è il 18º singolo pubblicato dagli Iron Maiden.
Il terzo singolo estratto dall'album Seventh Son of a Seventh Son presenta i brani (due dei quali storici) in versione live. Registrati al Monsters of Rock di Donington Park di quell'anno e, poi mixati da Tony Wilson e Martin Birch.
Il disco ha raggiunto un discreto successo con un buon numero di vendite risalendo fino alla sesta posizione nella classifica inglese.

## Tracce
1. The Clairvoyant  (Harris)  - 4:28
2. The Prisoner  (Harris, Smith)  - 6:08
3. Heaven Can Wait  (Harris)  - 7:09

## Formazione
- Bruce Dickinson – voce
- Adrian Smith – chitarra
- Dave Murray – chitarra
- Steve Harris – basso
- Nicko McBrain – batteria